# Février 2025
Cette page présente les faits marquants du mois de février 2025.

## Environnement
D'après Copernicus, février 2025 est le troisième mois de février le plus chaud jamais enregistré, avec une température de +1.5°C par rapport à la moyenne des mois de février de la période pré-industrielle, dépassant la limite fixée par l'Accord de Paris sur le climat. Ce qui s'inscrit dans la ligne des records de chaleurs battus presque chaque mois en 2023 puis 2024, alors que les chercheurs s'attendaient à ce que cette dynamique s'atténue avec la fin d'El Niño.
Bien que la température mondiale soit globalement plus chaude que la moyenne, les effets du dérèglement climatique sont fortement contrastés selon la zone. Les Alpes, l’Himalaya, ainsi que la Scandinavie, une grande partie de l'Arctique, le Mexique, l’Inde, le nord du Chili et de l’Argentine - touchée par de forts incendies - et la Floride ont connu des températures très chaudes pour un mois de février. A l'inverse, une vague glaciale a été observée dans l’ouest des États-Unis, et il a également fait froid en Turquie, Europe de l’Est, au Moyen-Orient, ainsi que dans une vaste part de l’Asie de l'Est.
La température mondiale moyenne de la surface des mers atteint 20.88°C, la deuxième plus chaude jamais enregistrée. L'étendue mondiale des banquises de mer cumulées a atteint un minimum historique le 7 février 2025. A cette date, la banquise antarctique était -26% moins importante que sa moyenne saisonnière normale durant de l'été austral, ce qui représente son deuxième minimum le plus bas enregistré.

## Événements
- 27 janvier au 2 février : 116e édition des championnats d'Europe de patinage artistique en Estonie.
- 1er au 28 février : 8e édition du Championnat d'Afrique des nations de football.
- 1er février :
  - au moins 56 personnes sont tuées, et 158 autres blessées, par les bombardements des Forces de soutien rapide sur le marché de Sabrein à Omdurman, dans l'État de Khartoum, au Soudan[2] :
  - au moins 18 paramilitaires sont tués dans une embuscade, 12 assaillants sont abattus par la suite, au Baloutchistan (Pakistan)[3] ;
- 16 F/A-18 Super-Hornet d'un raid de 27 avions de ce type du Carrier Air Wing One embarqués sur le USS Harry S. Truman (CVN-75) larguant 56 tonnes de bombes JDAM en deux minutes sur des grottes à environ 80 km au sud de la ville de Bosaso en Somalie tuent, selon une estimation, 14 membres de l'État islamique en Somalie. Il s'agit du plus important bombardement en tonnage de munitions largées mené depuis un porte-avions à cette date[4].
- 2 février : 67e cérémonie des Grammy Awards aux États-Unis.
- 3 février :
  - Bart De Wever devient Premier ministre de Belgique ;
  - un attentat à la voiture piégée fait au moins 20 morts et 15 blessés à Manbij, en Syrie, la plupart des victimes étaient des ouvrières agricoles[5] ;
  - huit personnes sont tuées et six autres blessées lors d'une opération de sécurité dans le district de Qusar, en Azerbaïdjan, contre des militants de l'ancien Jamaat de Derbent[6].
- 4 février : en Suède, la fusillade d'Örebro fait au moins dix morts.
- 4 au 16 février : 48e édition des championnats du monde de ski alpin en Autriche.
- 5 février : 
  - une bataille entre les forces de sécurité du Puntland et l'État islamique, fait 57 morts parmi les militants étrangers, dans la région de Dharin, dans la région de Bari, au Puntland, en Somalie[7] ;
  - un incendie dans une école islamique à Kaura Namoda, dans l'État de Zamfara, au Nigeria, fait au moins 17 morts[8].
- 5 au 8 février : 53e édition des championnats du monde de luge au Canada.
- 6 février : au moins dix soldats nigériens sont tués dans une embuscade tendue par des combattants de l'État islamique près de la frontière avec le Burkina Faso[9].
- 7 février : 
  - au moins 32 personnes sont tuées, dans une attaque jihadiste contre un convoi civil, escorté par les militaires maliens et des mercenaires du groupe paramilitaire russe Wagner, sur l'axe Ansongo-Gao, dans le nord du Mali[10].
  - Création du Bureau de la foi de la Maison-Blanche.
- 8 et 9 février 2025 : les États baltes se déconnectent du réseau électrique de la Russie et rejoignent celui de l'Union européenne.
- 9 février :
  - élections législatives et élection présidentielle en Équateur ;
  - élections législatives au Liechtenstein, l'Union patriotique remporte le plus grand nombre de sièges au Landtag ;
  - élections législatives au Kosovo, le parti au pouvoir Vetëvendosje remporte la majorité des suffrages exprimés ;
  - trente et un militants maoïstes et deux membres des forces de sécurité sont tués, lors d'une fusillade près de la rivière Indravati dans le Chhattisgarh, en Inde[11].
  - deux fosses communes sont découvertes, contenant près de 50 corps de réfugiés, à Koufra en Libye[12] ;
  - en football américain, les Eagles de Philadelphie remportent le Super Bowl LIX face aux Chiefs de Kansas City sur le score de 40-22.
- 10 février : 
  - au moins 73 terroristes sont neutralisés par l'armée burkinabée dans la province du Sourou, au Burkina Faso[13].
  - le président américain Donald Trump signe le décret présidentiel 14208 pour mettre fin à l'utilisation de pailles en papier et de revenir à l'utilisation de pailles en plastique.
- 11 février : 
  - au moins 21 membres des talibans sont tués, dont un commandant, et 30 autres blessés lors d'une explosion à l'extérieur de la New Kabul Bank à Kaboul, en Afghanistan[14] ;
  - au moins 27 soldats du Puntland et plus de 70 militants de l'EIIL sont tués ou blessés, dans des combats autour de la zone de Togga Jacel, dans les montagnes de Cal Miskaad, dans la région de Bari au Puntland, en Somalie[15] ;
  - des insurgés de la CODECO tuent au moins 52 personnes et en blessent huit autres, et 30 habitations civiles sont incendiées. lors d'attaques dans la province de l'Ituri, en république démocratique du Congo[16].
- 12 février :
  - élection présidentielle en Grèce (4e tour), Konstantínos Tasoúlas est élu ;
  - démission de Klaus Iohannis, président de la Roumanie, le président du Sénat, Ilie Bolojan, assure l'intérim jusqu'à l'élection présidentielle prévue en mai ;
  - plus de trente combattants de l'EI-Somalie sont tués lors de frappes aériennes sur des positions dans la région de Sheebaab, au Puntland, en Somalie[17] ;
  - au moins 16 personnes sont tuées lors d'une attaque terroriste, dans un village du cercle de Macina (région de Ségou), dans le centre du Mali[18].
  - au moins 16 immigrants clandestins Pakistanais sont morts et 10 autres sont portés disparus, après le naufrage d'un bateau, au large des côtes libyennes[19].
- 12 au 23 février : championnats du monde de biathlon en Suisse.
- 13 au 25 février : 75e édition du Festival de Berlin (Berlinale).
- 14 au 16 février : Conférence de Munich sur la sécurité en Allemagne.
- 15 février :
  - élections sénatoriales au Togo, le parti au pouvoir  Union pour la République (UNIR) remporte 34 sièges sur les 41[20] ;
  - le Djiboutien Mahamoud Ali Youssouf est élu président de la Commission de l'Union africaine ;
  - élection présidentielle en république d'Abkhazie ;
  - l'effondrement sur le site d'une mine d'or illégale près de Kéniéba au Mali fait au moins 48 morts[21] ;
  - attentat islamiste à Villach, en Autriche ;
  - six soldats sont tués par des hommes armés, et dix-sept assaillants tués par l'armée béninoise, lors d’une attaque contre l'armée dans un parc national du nord du Bénin[22].
- 16 février :
  - élections législatives aux Comores (2d tour) ;
  - une bousculade fait au moins 18 morts, et en blesse dix autres, dans une gare de New Delhi, en Inde[23].
- 16 et 17 février :  au moins sept rebelles Touareg et une trentaine de civils tués sont tués, dans un accrochage entre les rebelles de l'Azawad et l'armée malienne, avec les supplétifs de Wagner, dans la région de Kidal au Mali[24].
- 17 février :
  - mort de James Harrison, appelé « Homme au bras d'or », un donneur de sang réputé par le nombre de dons et les propriétés rares de son sang[25].
- 18 février :
  - l'ancien Président du Brésil d'extrême-droite Jair Bolsonaro est officiellement inculpé pour participation à une tentative de coup d’État en janvier 2023[26].
  - en Égypte, des archéologues annoncent que le tombeau découvert vide près de Louxor est celui du pharaon Thoutmôsis II.
- 19 février : en France, la nomination controversée de Richard Ferrand à la tête du Conseil constitutionnel est approuvée par le Parlement français à une voix près[27].
- 20 février :
  - au moins 22 personnes sont tuées dans le naufrage d'un bateau transportant des personnes qui tentaient de fuir les rebelles du M23, à travers le lac Édouard en République démocratique du Congo, en direction de l'Ouganda ; 8 survivants sont retrouvés[28].
  - la Suisse reconnait que son programme de placement forcé d'enfants manouches et yéniches « Les Enfants de la grand-route » est constitutif d'un crime contre l'humanité.
- 22 février :
  - le mouvement national de libération de l'Azawad accuse les soldats maliens et les mercenaires du groupe Wagner d'avoir tué 24 civils, au Mali[29] ;
  - Dreams du Norvégien Dag Johan Haugerud remporte l'Ours d'or de la Berlinale 2025.
- 23 février :
  - élections fédérales en Allemagne, la CDU/CSU, remporte le plus grand nombre de sièges au Bundestag ;
  - l'Américaine Mikaela Shiffrin remporte sa centième victoire en Coupe du monde de ski alpin, record absolu tous sexes confondus.
- 25 février : élections sénatoriales au Tchad[30].
- 25 février :
  - un avion militaire soudanais s'écrase dans la banlieue de Khartoum, capitale du Soudan, tuant au moins 10 personnes et en blessant plusieurs autres[31] ;
  - au moins 70 membres du groupe islamiste shebab sont tués, lors d'une opération de l'armée somalienne, appuyée par les forces de l'état local, dans l'État d'Hirshabelle en Somalie[32].
- 26 février au 9 mars : 54e édition des championnats du monde de ski nordique en Norvège.
- 26 février : début de l'Incendie de forêt d'Ōfunato au Japon.
- 28 février :
  - en France, disparition des chaînes C8 et NRJ 12, dont l'autorisation d’émettre sur la TNT n'est pas renouvelée par l'Arcom ;
  - 11 soldats nigériens sont tués dans une attaque terroriste au Niger[33].